# Iwanowice Włościańskie

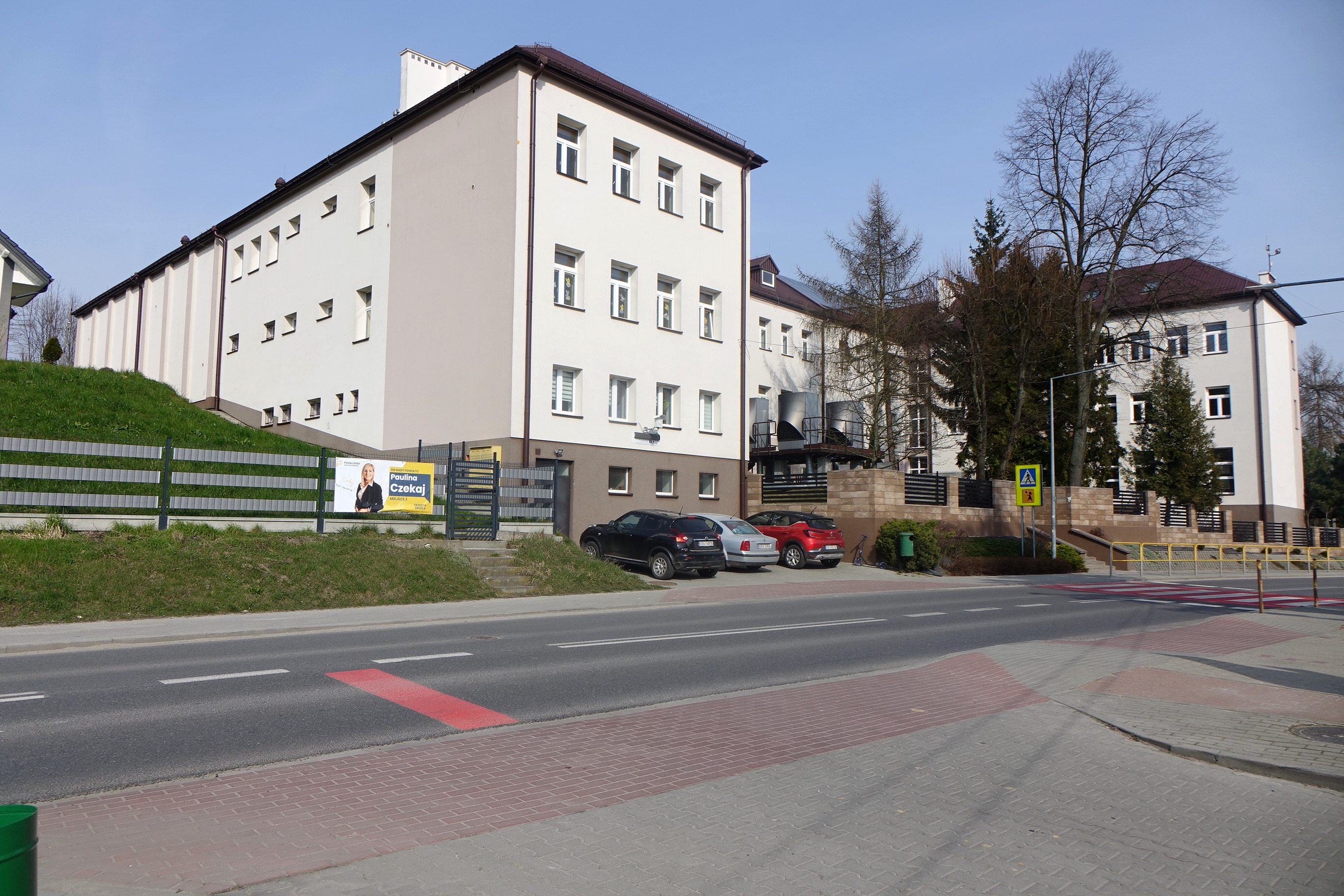
Szkoła w Iwanowicach

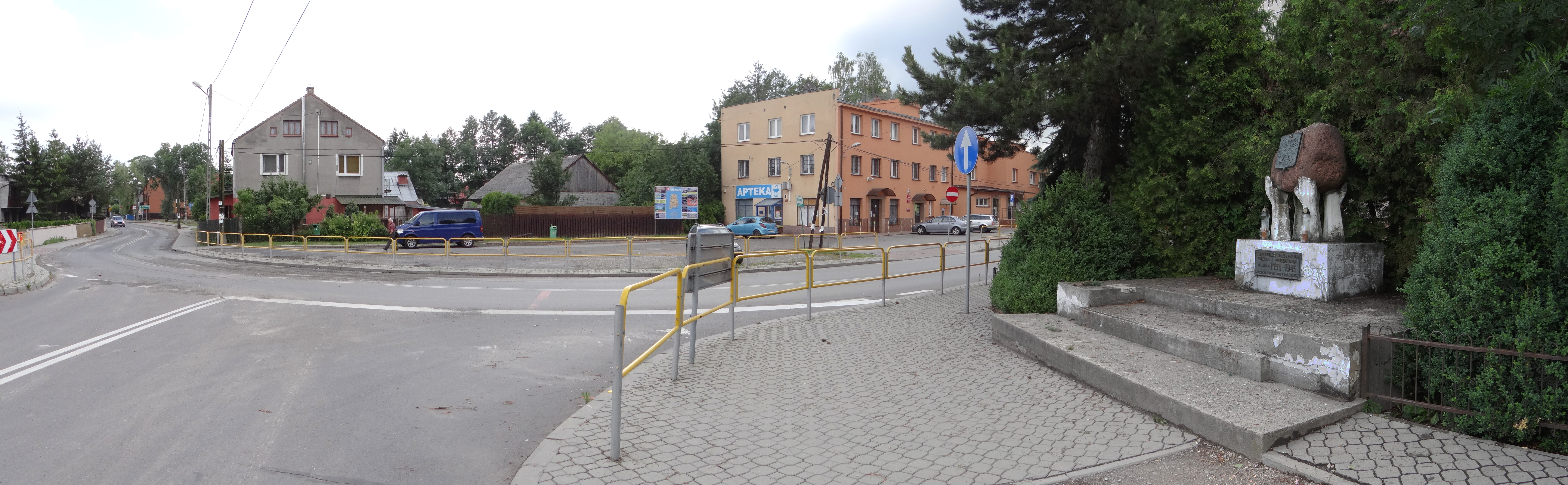
Pomnik postawiony ku chwale ofiar hitlerowców. W tle urząd gminy Iwanowice

Iwanowice Włościańskie (Iwanowice) – wieś w Polsce, położona w województwie małopolskim, w powiecie krakowskim, w gminie Iwanowice, przy drodze wojewódzkiej nr 773. Siedziba gminy Iwanowice.
W latach 1954–1972 wieś należała i była siedzibą władz gromady Iwanowice. W latach 1975–1998 wieś administracyjnie należała do województwa krakowskiego.

## Położenie
Wieś położona 15 km na północny wschód od Krakowa, w północnej części województwa małopolskiego. Oddalona ok. 10 km na południowy zachód od Słomnik i 10 km na wschód Skały oraz 15 km na północny wschód od Ojcowa i Pieskowej Skały. Od południa graniczy z Maszkowem, od północy z Biskupicami, od wschodu z Poskwitowem, a od zachodu z Sułkowicami. Przez Iwanowice przepływa rzeka Dłubnia, od której powstała nazwa Dłubniańskiego Parku Krajobrazowego, który obejmuje właśnie Iwanowice.
Iwanowice położone są w środkowym odcinku Doliny Dłubni, zwanym Kotliną Iwanowicką. Przebiega tam granica między Wyżyną Miechowską, a Jurą Krakowsko-Częstochowską. Kotlinę Iwanowicką obrzeżają wzgórza, między innymi Góra Klin i Babia Góra, których wysokość przekracza 40 m ponad dno doliny. Przez wieś przepływa rzeka Dłubnia i jej dopływ oraz potok Minóżka. Krajobraz urozmaicony przez kompleksy leśne w pobliskich Zagajach i Maszkowie. Ze względu na ukształtowanie terenu odcinek Doliny Dłubni między Maszkowem a Iwanowicami nazywany jest „Małym Ojcowem”.

## Integralne części wsi
| SIMC    | Nazwa      | Rodzaj    |
| ------- | ---------- | --------- |
| 0320495 | Kolonia    | część wsi |
| 0320503 | Ruska Wieś | część wsi |
| 0320510 | Zamek      | część wsi |

## Szkolnictwo
Na terenie Iwanowic Włościańskich działa szkoła podstawowa i przedszkole.

## Zabytki
Obiekt wpisany do rejestru zabytków nieruchomych województwa małopolskiego.
- Kościół parafialny pw. św. Trójcy otoczenie, starodrzew.
Kościół stoi w samym środku wsi, na niewielkim wzniesieniu. Został wybudowany w 1745 roku. Słynie z oryginalnych dwóch drewnianych zdobiących fasadę wież. Ufundował go dziedzic Iwanowic August Aleksander Czartoryski. Główny i boczny ołtarz pochodzą z okresu wczesnego baroku. W kościółku stoi figurka św. Krzysztofa, pochodząca ze szkoły Wita Stwosza, oraz figurka Madonny z Dzieciątkiem z 1480 roku, z kapliczki dawniej stojącej na środku wsi.
- Kaplica św. Rocha, otoczenie w obrębie działki, drzewostan.
Kaplica pochodząca z przełomu XVIII i XIX wieku kaplica ma formę klasycystycznego portyku z kolumnami. U jej podnóża wypływa źródełko, któremu nadal przypisuje się leczniczą moc.
- Karczma z działką.
Karczma usytuowana w centrum wsi, pochodzi z XVIII wieku. Budynek należał do dworu, potem był własnością prywatną. W 1992 roku stał się siedzibą Muzeum Regionalnego. Na szczególną uwagę zasługują bogate zbiory pochodzące z wykopalisk z Babiej Góry i Góry Klin.

### Inne
- Kapliczka Matki Boskiej Pocieszenia, murowana kapliczka znajduje się w centrum wsi. Wybudowana w 1854 r. Na ołtarzu stała piętnastowieczna rzeźba Matki Boskiej z Dzieciątkiem.
- Kapliczka Zmartwychwstania Pańskiego, murowana kapliczka stoi na stoku przy drodze na cmentarz. Została wybudowana w II połowie XIX wieku
- Figura świętego Jana Nepomucena, kamienna figura pochodzi z 1800 r. Mieszkańcy Iwanowic postawili figurę przy moście na Minóżce.
- Cmentarz wojskowy z I wojny światowej, znajduje się w lesie, na południowym wschodnim końcu wsi.
- Drewniany młyn wodny na rzece Dłubni, przy drodze Iwanowice-Skała; budynek, choć nie pełni już funkcji młyna, zachował się w bardzo dobrym stanie (własność prywatna).
- Dwa ciałopalne groby wojów z okresu lateńskiego[6] z bogatą zawartością (miecz, grot włóczni, zapinki).

## Historia
W Iwanowicach w XVI wieku działali bracia polscy. W 1557 roku odbył się tu ich synod. Rekatolicyzacja wsi nastąpiła po przejściu rodziny Dłuskich, właścicieli Iwanowic, na katolicyzm. Wówczas kościół, wcześniej zamieniony na zbór, po odrestaurowaniu ponownie został konsekrowany w 1624 roku. Wieś Iwanowice położona w powiecie proszowskim województwa krakowskiego, wraz z folwarkiem wchodziła w 1662 roku w skład klucza iwanowickiego Łukasza Opalińskiego. W roku 1809 przez wieś przeszły w zwycięskim pochodzie wojska księcia Józefa Poniatowskiego, podążające za wojskami austriackimi. Tutaj też w 1817 roku przeszedł, zmierzający na Wawel, kondukt pogrzebowy ze zwłokami księcia Józefa. Później po upadku powstania listopadowego przez wieś przemaszerowały wojska generała Samuela Różyckiego, by chronić się za granicą.
Iwanowice były też polem działań powstania styczniowego. Tu stacjonowały, w punkcie etapowym pomiędzy Ojcowem, a Miechowem, powstańcze oddziały pod dowództwem Apolinarego Kurowskiego, a okolica stawała się często miejscem potyczek z wojskami rosyjskimi. Tędy przemaszerowały oddziały Mariana Langiewicza, który w niedalekiej Goszczy ogłosił się dyktatorem powstania.
Mieszkańcy Iwanowic licznie wstępowali do oddziałów Związku Strzeleckiego. 3 września 1939 roku do Iwanowic wkroczyły oddziały hitlerowskie. Prześladowania ludności (trzykrotne pacyfikacje, śmierć 63 osób) wpłynęły na współpracę mieszkańców z organizacjami podziemnymi: Armią Krajową, Gwardią Ludową, Batalionami Chłopskimi. Kilku mieszkańców wsi walczyło pod Monte Cassino.
W dniu 16 stycznia 1945 roku do Iwanowic w wyniku blisko czterogodzinnej bitwy, wkroczyły wojska radzieckie i polskie.

## Galeria

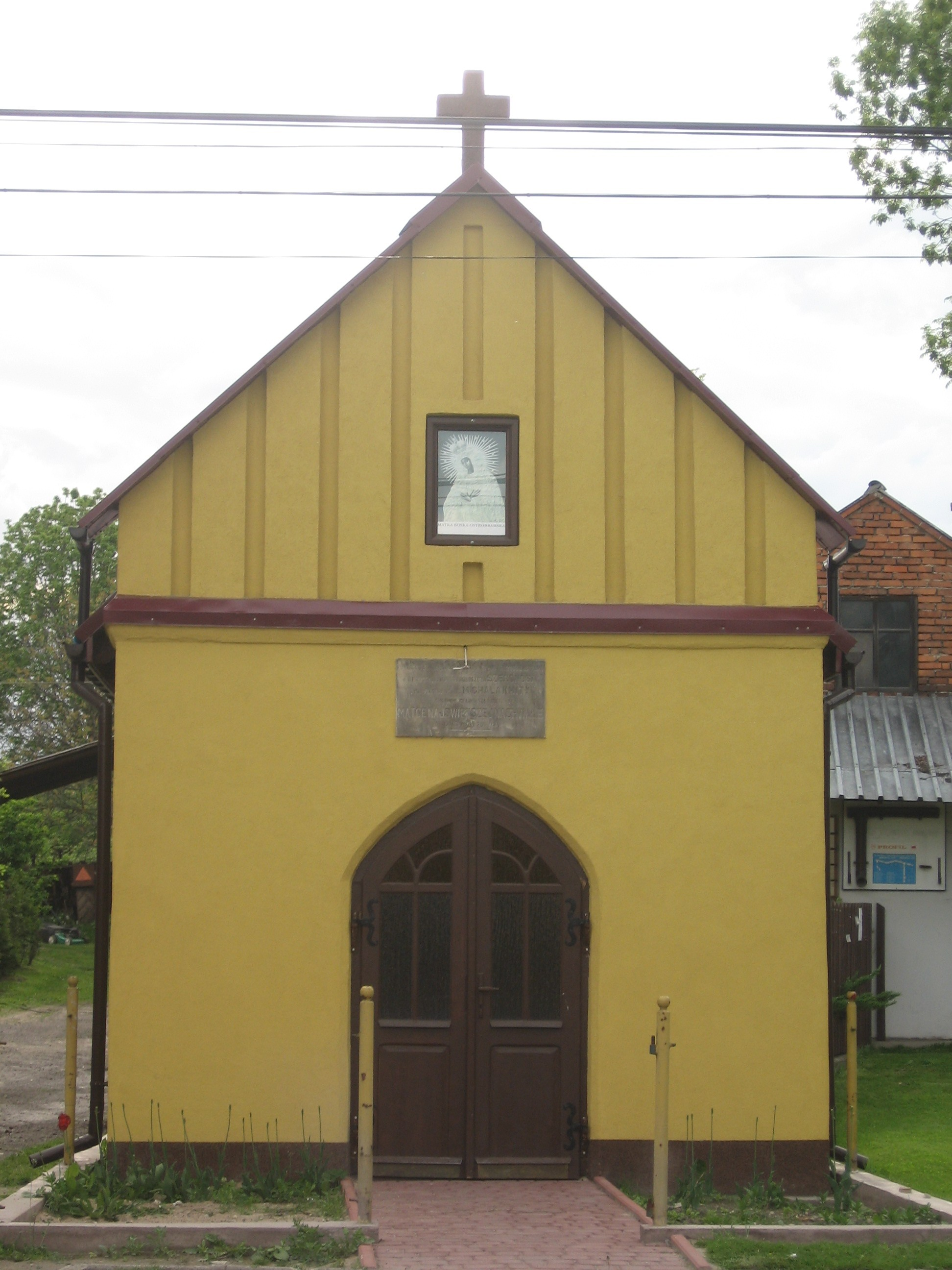
Kapliczka Matki Boskiej Pocieszenia
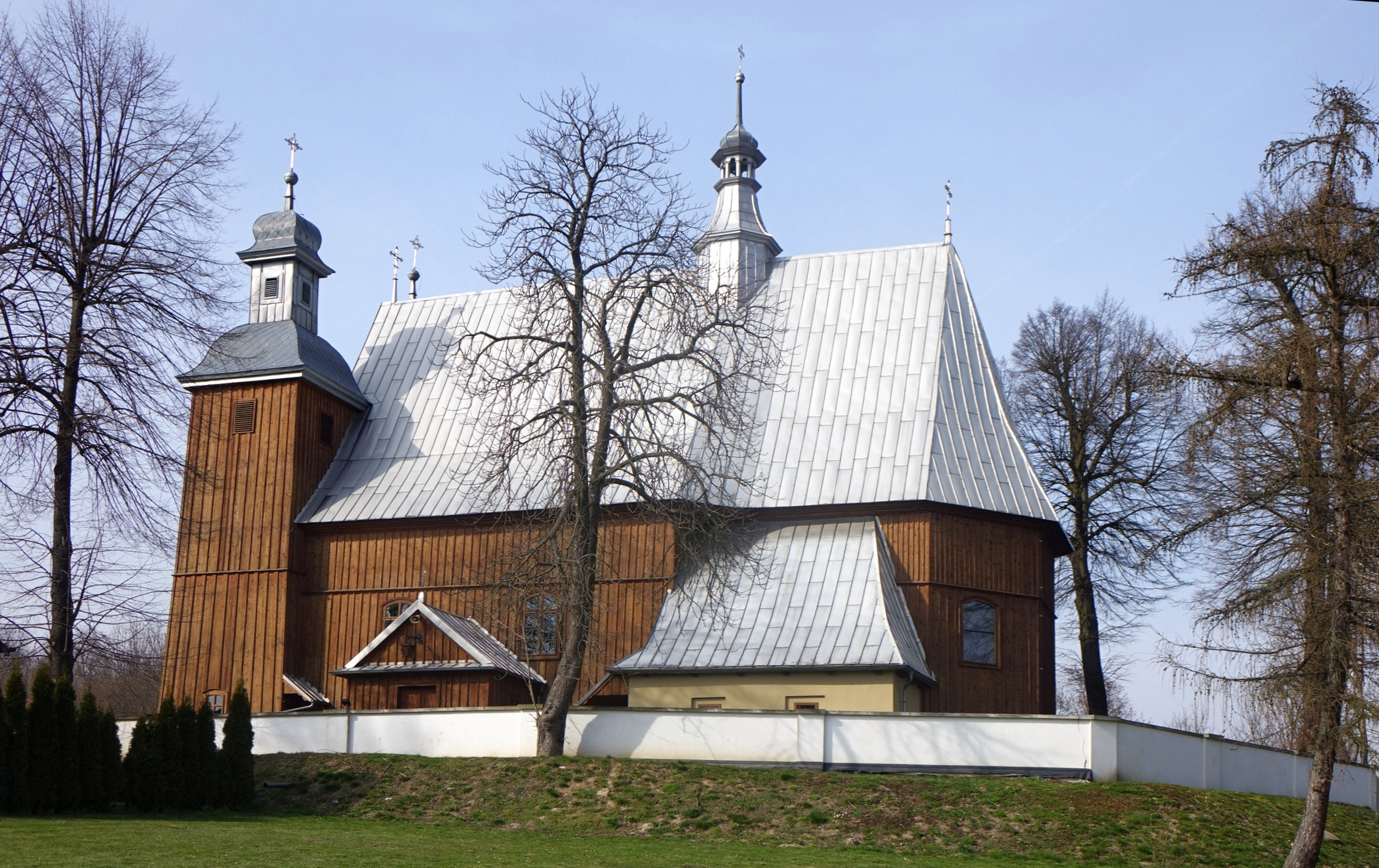
Kościół Trójcy Świętej
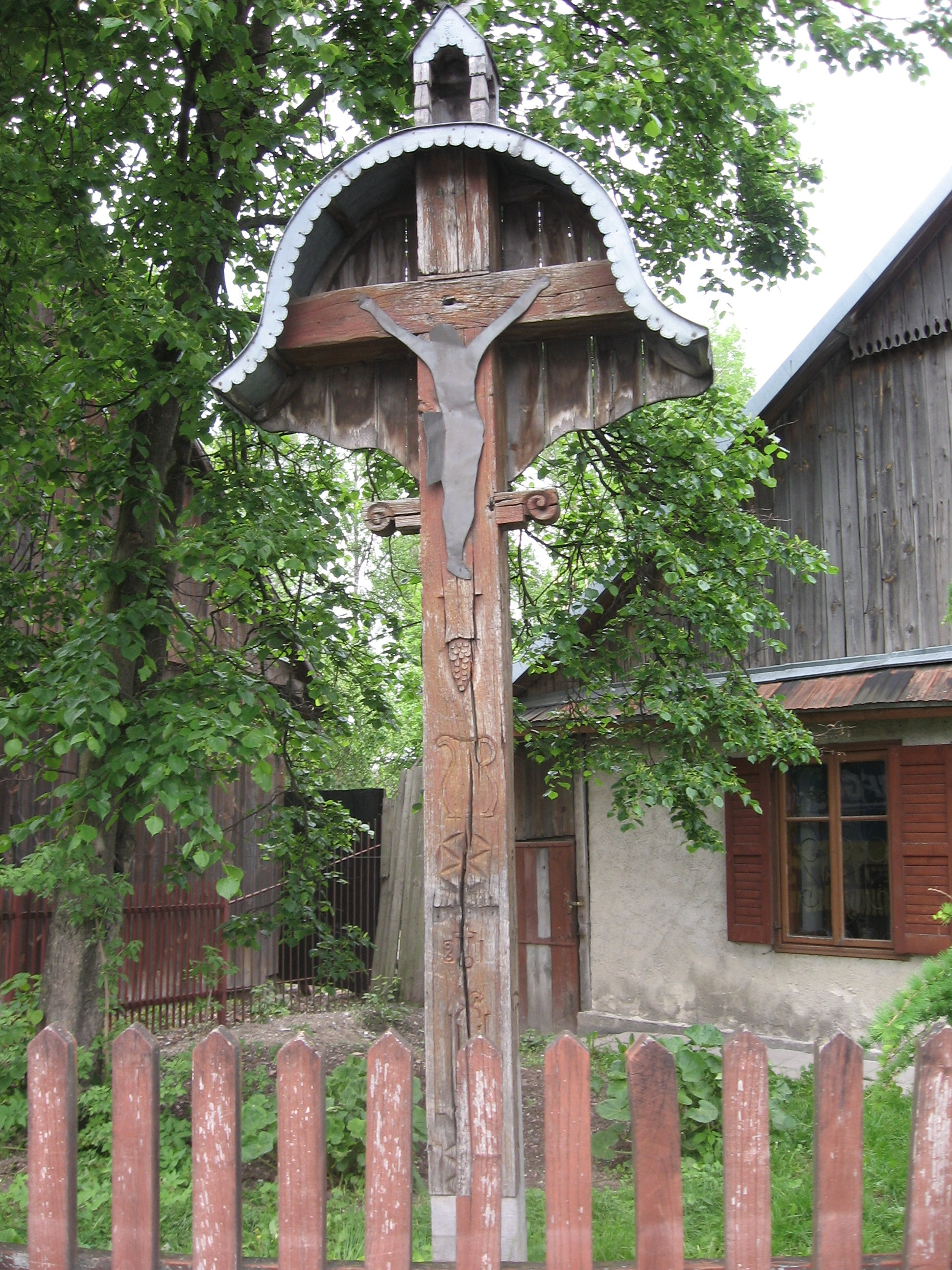
Krzyż w Iwanowicach koło muzeum
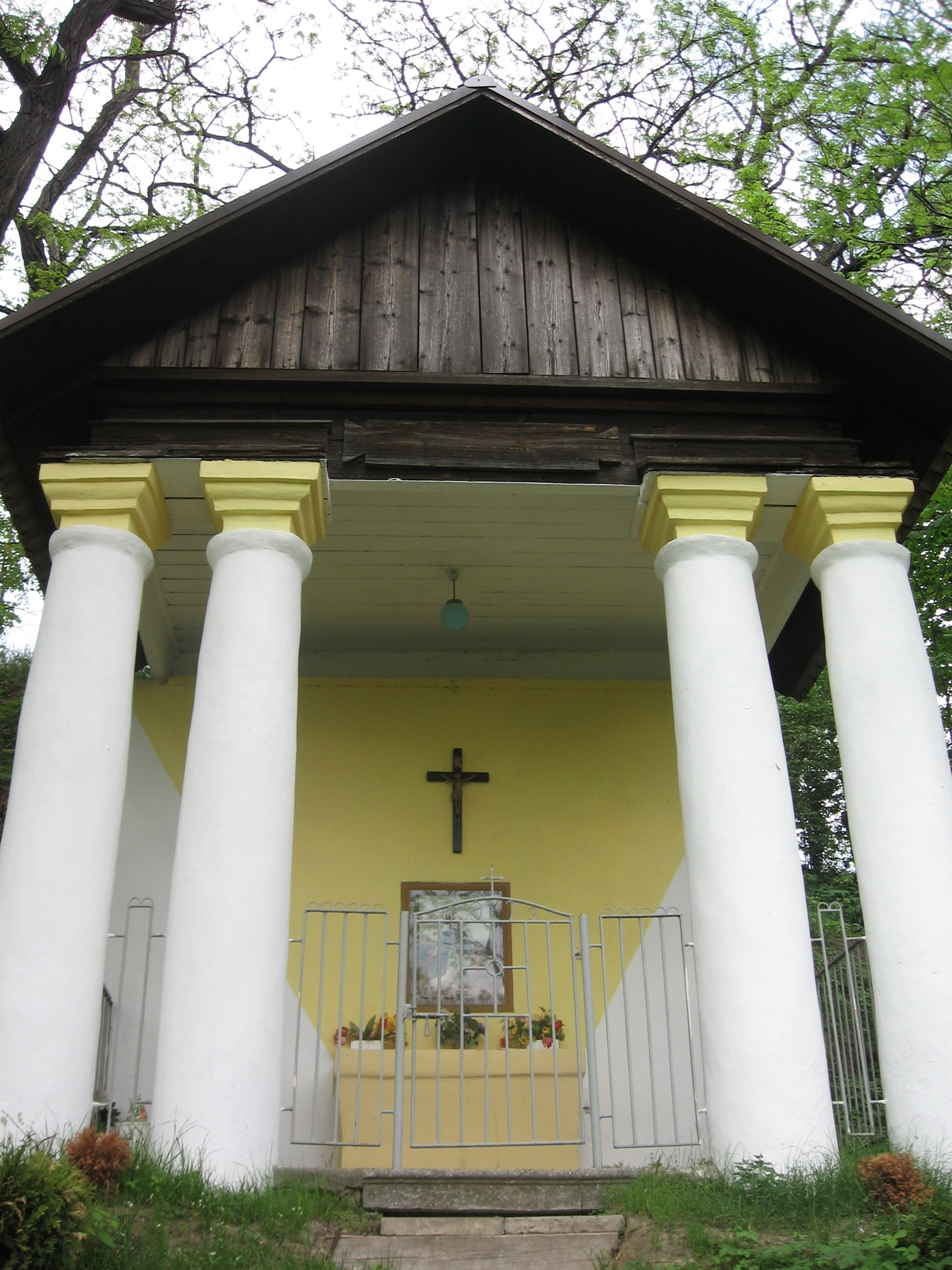
Kapliczka świętego Rocha
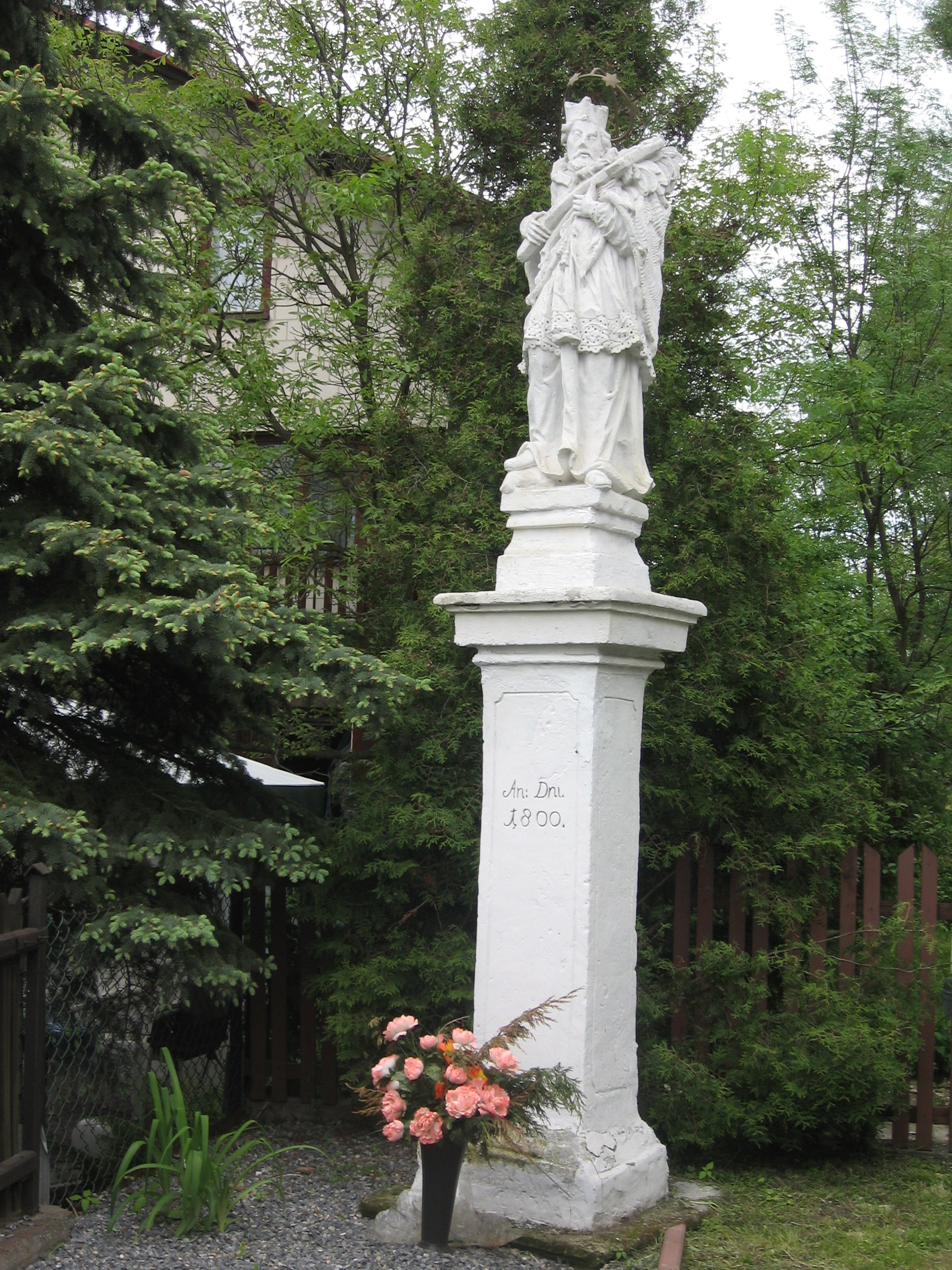
Św. Jan Nepomucen
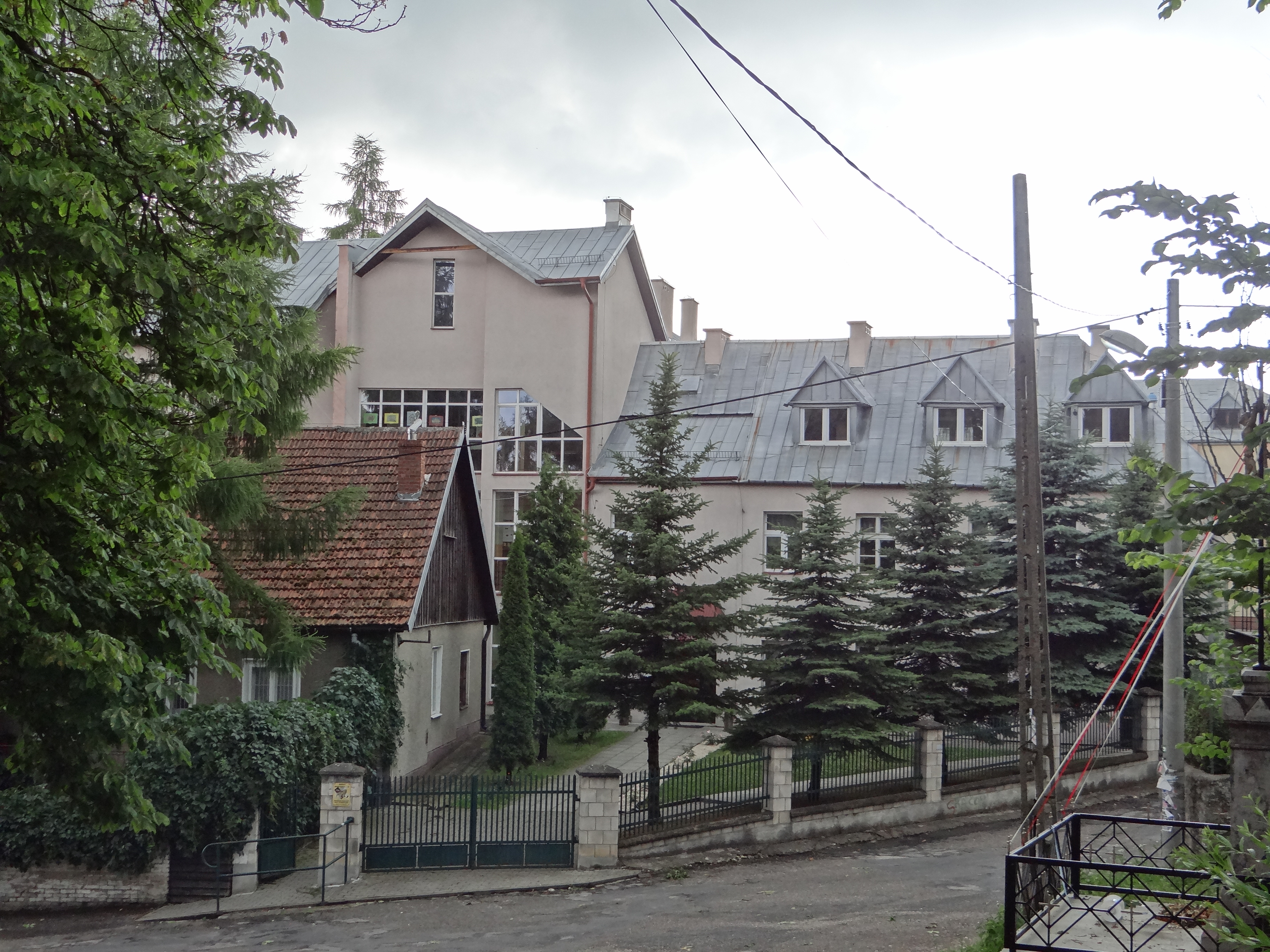
Szkoła Podstawowa w Iwanowicach Włościańskich (widok od ul. Jana Pawła II)
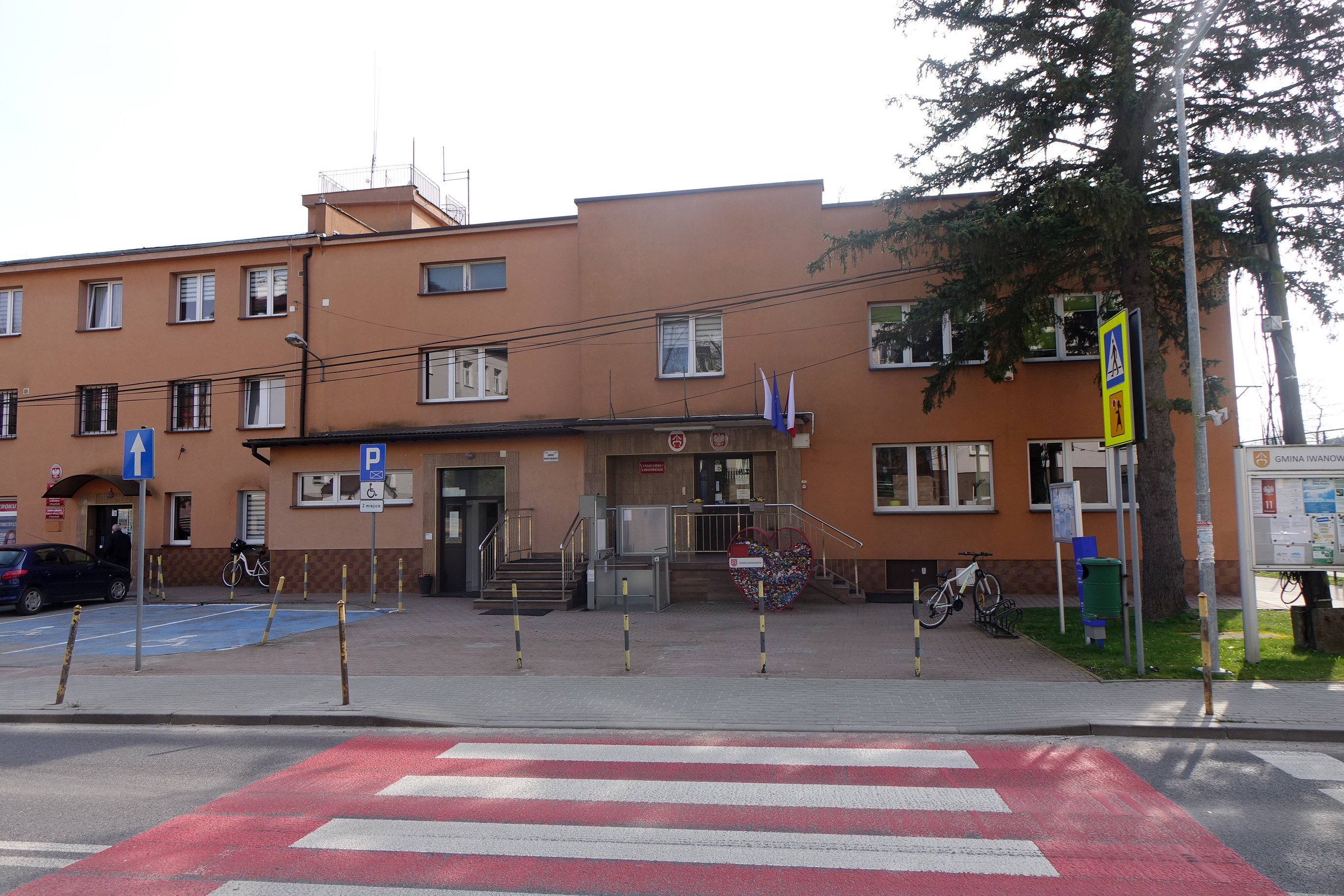
Urząd gminy